# Пикте, Рауль
Рауль-Пьер Пикте (фр. Raoul-Pierre Pictet; 4 апреля 1846, Женева — 27 июля 1929, Париж) — швейцарский физик. Первым получил жидкий азот. Одновременно с Кайете получил жидкий кислород в 1877 году.

## Биография
Родился в Женеве в 1846 году. Учился (1868—1870 гг.) в Париже по направлению физики. В 1870 г. вернулся в Женеву и занялся экспериментами в области физики низких температур. С 1879 г. — профессор женевского университета. В 1879—1886 гг. возглавлял кафедру в Женевском университете. В 1886 г. основал в Берлине промышленную исследовательскую лабораторию. Затем жил в Париже. Скончался в 1929 году.

## Научная и инженерная деятельность
В 1876 году Пикте начал эксперименты в области ожижения газов, не обладая существенным опытом в инженерной деятельности. Тем не менее, предложенная Пикте установка отличалась сложностью и оригинальностью решения.
Был разработан «каскадный» метод ожижения газов и почти одновременно с французским инженером Л.-П. Кайете Пикте впервые получил (1877 г.) жидкий кислород при давлении 320 атм и температуре −140 ºC, достигнутой при использовании сернистой и угольной кислот. В дальнейшем Пикте сжижил также воздух, азот, водород и углекислый газ.
Пикте ввел рабочее тело холодильных установок, состоящее из смеси двух разных веществ. Идея двойной смеси со временем была развита и использована в холодильных и криогенных установках с заранее заданными свойствами.